# André Previn
André George Previn (geboren: Andreas Ludwig Priwin) (Berlijn, 6 april 1929 - Manhattan, 28 februari 2019) was een Duits-Amerikaans pianist, componist en dirigent.
Voordat zijn familie in 1937 naar Parijs verhuisde, studeerde Previn al aan het Stern'sches Konservatorium van Berlijn. Na verdere studie aan het Conservatoire de Paris vluchtte de joodse familie in 1941 voor de nazi-terreur naar de Verenigde Staten.

## Carrière
Sweet Lorraine van Art Tatum inspireerde Previn om zich meer in de jazzmuziek te verdiepen. Op dertienjarige leeftijd startte zijn carrière met radio-opnamen met onder anderen Hoagy Carmichael. Op zijn vijftiende gaf hij een jazzconcert in het Philharmonic Auditorium van Los Angeles.
Zijn toenmalige impresario Laguna begon een opnamestudio, waarvoor Previn in 1945/46 zijn eerste grammofoonplaatopnamen maakte, onder andere met de jazzmuzikanten Willie Smith en Red Callender. Ook een eigen compositie van Previn, Sunset in Blue, werd daar opgenomen. Hij wordt gerekend tot de beste jazzmuzikanten van Amerika en speelde samen met zowel Ray Brown en Dizzy Gillespie als Billie Holiday. Voor het trioalbum My Fair Lady met Shelly Manne en Leroy Vinnegar ontving hij in 1956 de eerste gouden plaat in de geschiedenis van de jazz.
Later werd Previn vooral bekend als chef-dirigent van symfonieorkesten:
- Houston Symphony (1967-1970)
- London Symphony Orchestra (muzikaal directeur: 1969-1979; eredirigent: sinds 1993)
- Pittsburgh Symphony Orchestra (1976-1984)
- Los Angeles Philharmonic Orchestra (1985-1989)
- Royal Philharmonic Orchestra (muzikaal directeur: 1985-1988; chef-dirigent: 1988-1991)
- Oslo Filharmoniske Orkester (chef-dirigent: 2002-2006)

Daarnaast trad hij als gastdirigent op bij vele andere orkesten, waarbij hij vaste verbintenissen had met onder meer het Boston Symphony Orchestra en het NHK-symfonieorkest in Tokio.
Hij dirigeerde ook de muziek bij verscheidene bioscoopfilms, bijvoorbeeld Kiss Me Kate (1953), Seidenstrümpfe (1957), Gigi (1958), Porgy and Bess (1959), My Fair Lady (1964), Jesus Christ Superstar (1973), Rollerball (1975) en The Elephant Man (1980).

## Privéleven

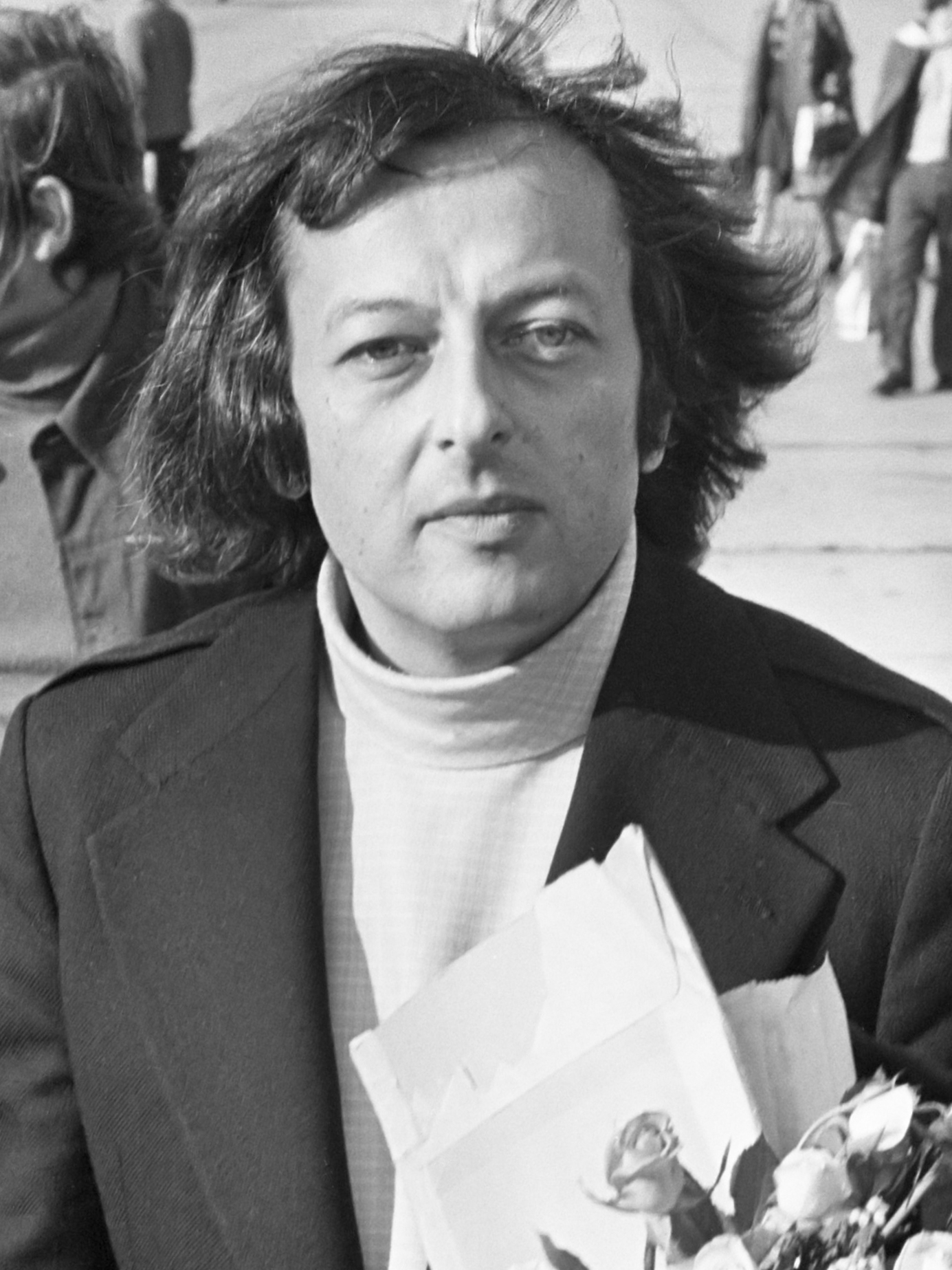
André Previn (1973)

André Previn is vijf keer getrouwd geweest. In 1952 gaf hij zijn jawoord aan jazz-zangeres Betty Bennett (1921 - 2020), in 1959 aan Dory Previn (1925 - 2012) en vervolgens aan Mia Farrow (°1945) van 1970 tot 1979. Samen met haar heeft hij dochter Soon-Yi Previn (°1970) geadopteerd, die in 1997 met regisseur Woody Allen (°1935) trouwde.  Na zijn vierde huwelijk in 1982 met Heather Sneddon, dat eindigde in 2002, trouwde hij de Duitse violiste Anne-Sophie Mutter (°1963), voor wie hij een vioolconcerto had geschreven. Zij scheidden in 2006.
André Previn schreef memoires gewijd aan zijn vroege jaren in Hollywood, genaamd: No Minor Chords. gepubliceerd in 1991.
Hij overleed in 2019 op 89-jarige leeftijd in New York.

## Composities (selectie)
- Sunset in Blue
- Three Little Words (1950)
- Gigi (1958)
- Four Horsemen of the Apocalyse (1960) (eigen filmmuziek)
- Concert voor gitaar, jazztrio en orkest (1971)
- Concert voor piano en orkest (1985)
- Anne-Sophie (2002) (vioolconcert)
- A Streetcar Named Desire (opera) (Duits:Endstation Sehnsucht), eerste uitvoering op 19 september 1998 in het War Memorial Opera House van San Francisco.

## Filmografie (selectie)
Previn was betrokken bij de muziek (compositie, dirigeren, supervisie ...) van volgende films:
- 1948 - Act of Violence (Fred Zinnemann)
- 1949 - Border Incident (Anthony Mann)
- 1950 - Three Little Words (Richard Thorpe)
- 1950 - The Outriders (Roy Rowland)
- 1953 - Kiss Me Kate (George Sidney)
- 1953 - Give a Girl a Break (Stanley Donen)
- 1955 - Bad Day at Black Rock (John Sturges)
- 1955 - Kismet (Vincente Minnelli en Stanley Donen)
- 1955 - It's Always Fair Weather (Gene Kelly en Stanley Donen)
- 1957 - Silk Stockings (Rouben Mamoulian)
- 1957 - Designing Woman (Vincente Minnelli)
- 1957 - House of Numbers (Russell Rouse)
- 1958 - Gigi (Vincente Minnelli)
- 1959 - Porgy and Bess (Otto Preminger)
- 1960 - Elmer Gantry (Richard Brooks)
- 1960 - Pepe (George Sidney)
- 1960 - The Subterraneans (Ranald MacDougall)
- 1960 - Bells Are Ringing (Vincente Minnelli)
- 1962 - The Four Horsemen of the Apocalypse (Vincente Minnelli)
- 1963 - Irma la Douce (Billy Wilder)
- 1964 - My Fair Lady (George Cukor)
- 1965 - Daisy Clover (Robert Mulligan)
- 1969 - Paint Your Wagon (Joshua Logan)
- 1971 - The Music Lovers (Ken Russell)
- 1973 - Jesus Christ Superstar (Norman Jewison)
- 1975 - Rollerball (Norman Jewison)

## Onderscheiding
Previn is in 1996 door koningin Elisabeth geridderd in de Orde van het Britse Rijk en mocht zich sindsdien Sir André Previn noemen.

## Prijzen

### Academy Award(voor beste muziek)
- 1958 - Gigi
- 1959 - Porgy and Bess
- 1963 - Irma la Douce
- 1964 - My Fair Lady

### Grammy Award
- 1958 - Gigi
- 1959 - Porgy and Bess